# Mubarak Marzouq
Mubarak Marzouq Hamed Al Issa (arabe : مبارك  مرزوق حمد العيسى), né le 1er janvier 1961 au Koweït, est un footballeur international koweïtien, qui évoluait au poste de défenseur.

## Biographie

### Carrière en équipe nationale
Avec l'équipe du Koweït, il figure dans le groupe des sélectionnés lors de la Coupe du monde de 1982.
Lors du mondial organisé en Espagne, il ne joue aucun match.